# Sar-e Pol
Sar-e Pol o Sari Pul (idioma persa: سر پل) es la ciudad capital de la provincia de Sar-e Pul en el norte de Afganistán. Esta en el distrito de Sar-e Pol. De acuerdo con una estimación en 2006 la ciudad Sar-i Pul tenía alrededor de 24 900 habitantes (según el último censo oficial, en 1979 era sólo de 15 699).
Sar-i Pul está situado unos 220 kilómetros al noroeste de la ciudad de Kabul, a unos 75 kilómetros al sur de la frontera con Tayikistán. La ciudad está situada 888 metros sobre el nivel del mar.

## Historia
Llevaba el nombre de Anbir y fue una antigua ciudad de la provincia medieval de Guzgan. Era sede de un pequeño principado heftalita. La región fue conquistada por los omeyas en la primera mitad del siglo VIII en lucha contra los príncipes heftalitas de Bactriana. En esta ciudad murió Yahya ibn Zayd ibn Hasan en 743. En el siglo X aparece bajo el gobierno de la dinastía Farighúnida que conservó el poder hasta que fue conquistada por Mahmud de Gazni los primeros años del siglo XI. Ibn Hawqal dijo que fue la capital de invierno de los farighúnides. Ya'qubi dijo que fue la capital de los gobernadores árabes del distrito de Guzgan antes del establecimiento de la dinastía farighúnida, pero otras fuentes mencionan Yahudiya como capital; en todo caso era una ciudad importante, más grande que Marw al-Rudh; parece que después se asimila a la ciudad de Guzdjanan; posteriormente desaparece de las crónicas.
En el siglo XVI la región era posesión del Imperio safávida. En 1731 quedó dentro de los dominios en manos del khan o beglerbegi de Maymanah que fue vasallo de Nader Shah, y después en 1747 de Ahmad Shah Durrani (Abdali). Después de 1800 su gobernador se hizo independiente. Es posible que la independencia fuera posterior a 1812, ya que el khanat no es mencionado por Izzetullah a diferencia de todos los que eran independientes. En 1831 se menciona la ciudad con el nombre de Sirpul como capital de un khanat uzbeco posiblemente en la órbita del Emirato de Bujará, ya que parece que no estuvo sujeto nunca a Muhàmmad Murad Beg de Kunduz. En 1845, cuando Ferrier estuvo en la zona, gobernaba Mahmud Khan, yerno de Mir Wali de Khulm, Ibaka y Balkh, y yerno también del khan de Andkhoy, que tenía un ejército de 2000 soldados a caballo y otros dos mil a pie. En 1847 se apoderó de Andhvoy (que había caído en manos de Shirbarghan) y restableció su suegro al trono; que ocupó también Shibarghan donde puso a su hermano Husayn Khan como gobernador pero el emir de Bujará en 1849. En 1850 Yar Muhammad se apoderó de Andkhoy y Shirbaghan, además de Aksha y Maiman, pero no atacó Sirpul.
Conquistada un tiempo por los afganos (1861 y 1864) recuperó la independencia (1862 y 1866) pero hacia el 1875 fue anexionada definitivamente en Afganistán por Shir Ali. Como provincia no se formó hasta 1988 (operativa en 2004), con partes de la provincia de Balkh, de la de Jowzjan, y de la de Samangan.

## Demografía y Población
La capital de la provincia tiene una población de unos 150.700 habitantes.

## Lista de beglarbegis
- 1800 - 1840 Zu'l-Faqar Sher Khan
- 1840 - 1851 Mahmud Khan
- 1851 - 1862 Qilij Khan
- 1861 - 1862 un Dost Muhammad de Kabul
- 1862 - 1864 Muhammad Khan
- 1864 - 1866 un Shir Ali de Kabul
- 1866? - 1875 Muhammad Khan (segunda vez)